# Friedrich Ludwig Heinrich von Kleist
Pour les articles homonymes, voir Kleist.
Friedrich Ludwig Heinrich von Kleist (né le 11 mars 1771 à Potsdam et mort le 16 avril 1838 à Darmstadt) est un général de division prussien.

## Biographie

### Origine
Friedrich Ludwig Heinrich von Kleist est membre de la famille noble de Poméranie von Kleist et fils du général Franz Kasimir von Kleist (1736-1808) et de Caroline Luise Eleonore Johanne von Kleist né Zützen (1747-1780). Franz Alexander von Kleist est son frère aîné.

### Carrière
Kleist commence sa carrière dans l'armée prussienne en 1786 en tant que caporal privé dans le 20e régiment d'infanterie "Jung-Stutterheim (de)". En 1787, il est promu enseigne, en 1790 sous-lieutenant, en 1798 premier lieutenant et en 1801 capitaine d'état-major. Il participe à la guerre de la Quatrième Coalition et est grièvement blessé près d'Auerstedt. En 1809, il prend congé pour la première fois avec le grade de major.
Pendant les guerres napoléoniennes, il réintègre les troupes et obtient la croix de fer de 2e classe et l'ordre russe de Sainte-Anne de 2e classe à Gross Beeren et l'ordre suédois de l'Épée de 3e classe. Il participe ensuite à la bataille de Dennewitz et est de nouveau blessé à Leipzig, mais reçoit l'ordre russe de Saint-Georges de 5e classe. Suivent les batailles de Klupensieck et de Seestedt et le siège de Longwy. En 1813, il est pleinement réintégré en tant que véritable capitaine avec un brevet de 1809 au 2e régiment d'infanterie. En 1813, il est de nouveau promu major et affecté au quartier général du prince héritier de Suède. En 1814, Kleist devient adjudant du général von Wallmoden et commandant du 3e régiment d'infanterie de Landwehr de l'Elbe, mais il prend à nouveau sa retraite la même année avec le grade de lieutenant-colonel.
Cependant, dès 1815, il devient commandant du 4e régiment d'infanterie de Landwehr de l'Elbe et, en 1816, commandant du 6e régiment d'infanterie de Landwehr de la Marche. Six mois plus tard, il passe au 23e régiment d'infanterie en tant que commandant. En 1821, il est promu colonel et reçoit en 1824 l'ordre de l'Aigle rouge de 3e classe ainsi que l'Ordre de Saint-Jean en 1828. En 1830, Kleist commande la 9e brigade d'infanterie et est promu major général en 1832. En 1834, il prend sa retraite pour la dernière fois et reçoit l'ordre de l'Aigle rouge de 2e classe avec feuilles de chêne ainsi que la pension légale. Depuis 1836, il réside en permanence à Darmstadt, où il décède peu après.

### Famille
Kleist se marie avec Charlotte Marianne Luise Eleonore von Donop (de) (1777-1855) à Detmold en 1799, fille de Wilhelm Gottlieb Levin von Donop (1741-1819), sénéchal de Schwalenberg et maréchal en chef de la principauté de Lippe et de Marie Henriette Johannette von Donop. Le mariage est resté sans héritiers.